# 程郁捷
程郁捷（1995年1月16日—），台灣女子羽球選手。就讀臺北市立大學。

## 簡歷
程郁捷受家人影響，九歲開始接觸羽球。
2016年1月，程郁捷在全國第1次羽球排名賽中，初次搭配程琪雅便拿得女雙亞軍。
2017年8月， 程郁捷參加苏格兰格拉斯哥舉行的世界羽毛球錦標賽，她和胡綾芳出戰女子双打項目。在首圈以2比0 （21-8、21-11）轻取意大利的西尔维娅·加里诺/丽莎·艾弗森。但在次圈以0比2（7-21、17-21）不敌赛会10号种子、日本组合的福万尚子/與猶胡桃，32强止步。

## 主要比賽成績
只列出曾進入準決賽的國際賽事成績：
| 年份   | 賽事                     | 公開賽級別 | 項目     | 搭檔   | 成績   |
| ------ | ------------------------ | ---------- | -------- | ------ | ------ |
| 2012年 | 奧克蘭羽毛球國際賽       | 國際系列賽 | 女子單打 | －     | 亞軍   |
| 2013年 | 新加坡羽毛球國際系列賽   | 國際系列賽 | 混合雙打 | 陳中仁 | 準決賽 |
| 2017年 | 芬蘭羽毛球公開賽         | 國際挑戰賽 | 女子雙打 | 胡綾芳 | 準決賽 |
| 2018年 | 馬來西亞羽毛球國際系列賽 | 國際系列賽 | 女子雙打 | 鍾侃妤 | 亞軍   |
| 2019年 | 珀斯羽毛球國際賽         | 未來系列賽 | 女子雙打 | 曾郁棋 | 冠軍   |
| 2019年 | 雪梨羽毛球國際賽         | 國際系列賽 | 女子雙打 | 曾郁棋 | 冠軍   |

| 2007-2017年 | 首要超級賽 | 超級賽 | 黃金大獎賽 | 大獎賽 | 國際挑戰賽 | 國際系列賽 | 未來系列賽 | 其他 |

| 2018-2026年 | 總決賽 | 超級1000賽 | 超級750賽 | 超級500賽 | 超級300賽 | 超級100賽 | 國際挑戰賽 | 國際系列賽 | 未來系列賽 | 其他 |

### 奧運會和世錦賽參賽紀錄
|          | 搭檔   | 2017 |
| -------- | ------ | ---- |
| 女子雙打 | 胡綾芳 | 32強 |